# Daryl Mitchell

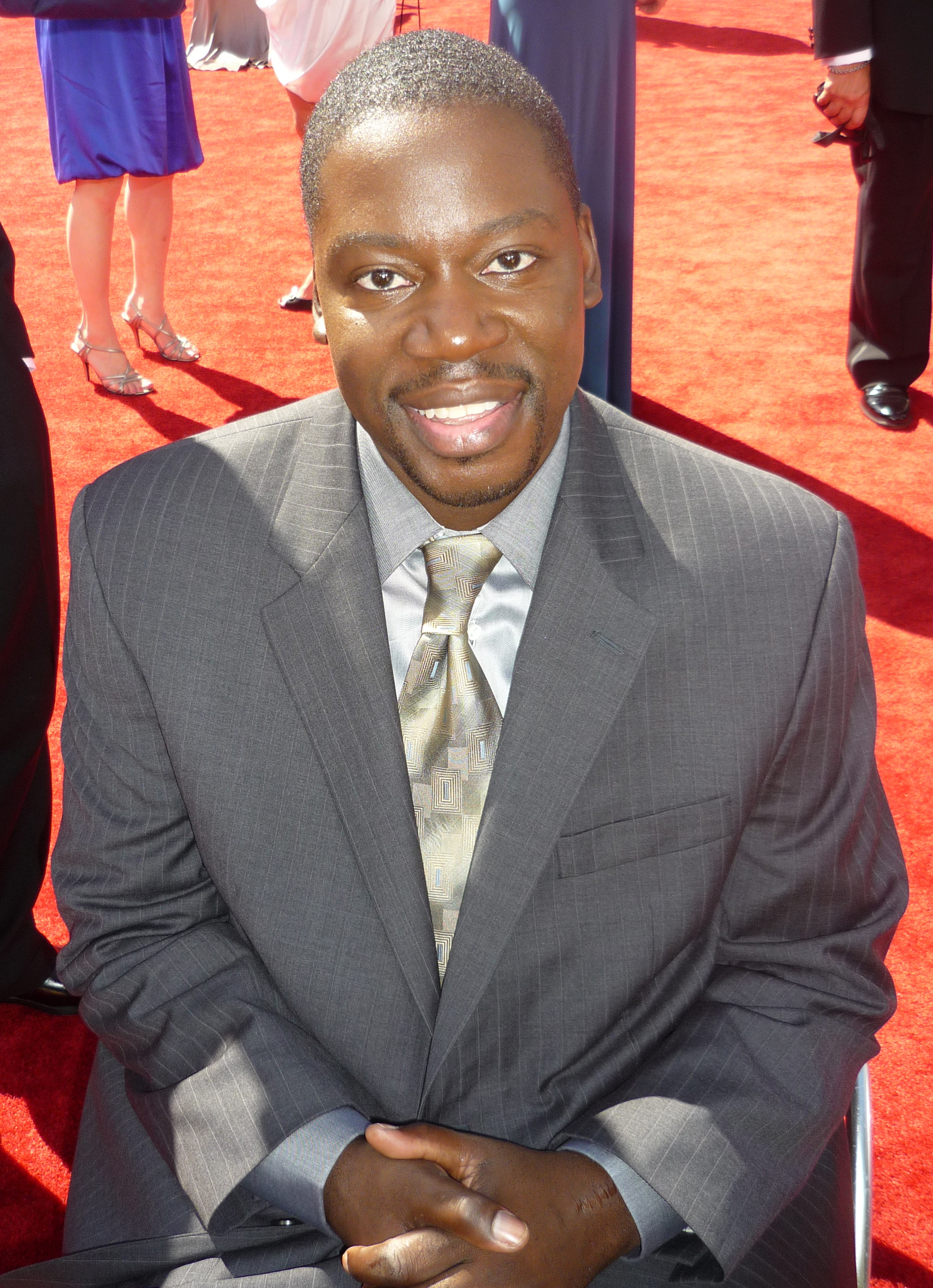
Daryl Mitchell (2009)

Daryl Mitchell (* 16. Juli 1965 in Bronx, New York City, New York) ist ein US-amerikanischer Schauspieler.

## Leben
Nach einer Karriere im Hip-Hop in den 1980er Jahren mit Groove B. Chill, hatte Mitchell auch Erfolge als Schauspieler. Er spielte unter anderem in den Filmen House Party und der Fortsetzung House Party 2, Galaxy Quest – Planlos durchs Weltall, 10 Dinge, die ich an dir hasse und in den Sitcoms Nachtschicht mit John und Veronica mit. Er ist seit einem Motorradunfall 2001 von der Hüfte abwärts gelähmt. Nach seinem Unfall spielte er von 2002 bis 2004 in der Serie Ed – Der Bowling-Anwalt einen Bowlingbahn-Mitarbeiter, der seit einem Unfall im Rollstuhl sitzt.

## Filmografie (Auswahl)
- 1990: House Party
- 1991: House Party 2
- 1993–1996: The John Larroquette Show
- 1996: Immer Ärger mit Sergeant Bilko (Sgt. Bilko)
- 1996: Mr. Bombastic (A Thin Line Between Love and Hate)
- 1997: Die Zahnfee (Toothless)
- 1997: The Way We Are (Quiet Days in Hollywood)
- 1997–2000: Veronica (Fernsehserie)
- 1998: Verliebt in Sally (Home Fries)
- 1999: 10 Dinge, die ich an Dir hasse (10 Things I Hate About You)
- 1999: Galaxy Quest – Planlos durchs Weltall (Galaxy Quest)
- 2000: Lucky Numbers
- 2001: Ritter Jamal – Eine schwarze Komödie (Black Knight)
- 2002: The Country Bears
- 2002–2004: Ed – Der Bowling-Anwalt (Ed, Fernsehserie)
- 2006: Inside Man
- 2007: The Game
- 2009: Brothers
- 2010: Die Zauberer vom Waverly Place (Wizards of Waverly Place, Fernsehserie)
- 2010: Desperate Housewives (Fernsehserie, Folge 6x14)
- 2012: The Cleveland Show (Fernsehserie, Folge 3x19, Stimme)
- 2014: See Dad Run (Fernsehserie, Folge 3x02)
- 2014–2021: Navy CIS: New Orleans (NCIS: New Orleans, Fernsehserie)
- 2018–2022: Fear the Walking Dead (Fernsehserie, 19 Folgen)
- 2020: F Is for Family (Fernsehserie, 2 Folgen)
- 2025: Shifting Gears (Fernsehserie)